# Italienischer Meister (Basketball)
Ein Italienischer Meister im Basketball ist das jeweils jährlich beste Team einer Basketballmeisterschaft oder -liga.
Rekordmeister bei den Herren ist mit 31 Meisterschaften Olimpia Milano.
Rekordmeister bei den Damen ist mit 11 Meisterschaften Pool Comense Côme.

## Basketball-Meister der Herren
| - 1920: SEF Costanza Milano - 1921: Assi Milano - 1922: Assi Milano - 1923: Internazionale Milano - 1924: Assi Milano - 1925: Assi Milano - 1926: Assi Milano - 1927: Assi Milano - 1928: Ginnastica Roma - 1929: wurde nicht ausgetragen - 1930: Ginnastica Triestina - 1931: Ginnastica Roma - 1932: Ginnastica Triestina - 1933: Ginnastica Roma - 1934: Ginnastica Triestina - 1935: Ginnastica Roma - 1936: Borletti Milano - 1937: Borletti Milano - 1938: Borletti Milano - 1939: Borletti Milano - 1940: Ginnastica Triestina - 1941: Ginnastica Triestina - 1942: Reyer Venezia - 1943: Reyer Venezia - 1944: wurde nicht ausgetragen - 1945: wurde nicht ausgetragen - 1946: Virtus Bologna - 1947: Virtus Bologna - 1948: Virtus Bologna - 1949: Virtus Bologna | - 1950: Borletti Milano - 1951: Borletti Milano - 1952: Borletti Milano - 1953: Borletti Milano - 1954: Borletti Milano - 1955: Virtus Bologna - 1956: Virtus Bologna - 1957: Simmenthal Milano - 1958: Simmenthal Milano - 1959: Simmenthal Milano - 1960: Simmenthal Milano - 1961: Ignis Varese - 1962: Simmenthal Milano - 1963: Simmenthal Milano - 1964: Ignis Varese - 1965: Simmenthal Milano - 1966: Simmenthal Milano - 1967: Simmenthal Milano - 1968: Oransoda Cantù - 1969: Ignis Varese - 1970: Ignis Varese - 1971: Ignis Varese - 1972: Simmenthal Milano - 1973: Ignis Varese - 1974: Ignis Varese - 1975: Forst Cantù - 1976: Sinudyne Bologna - 1977: Mobilgirgi Varese - 1978: Mobilgirgi Varese - 1979: Sinudyne Bologna | - 1980: Sinudyne Bologna - 1981: Squibb Cantù - 1982: Billy Milano - 1983: Banco di Roma - 1984: Granarolo Bologna - 1985: Simac Milano - 1986: Simac Milano - 1987: Tracer Milano - 1988: Scavolini Pesaro - 1989: Philips Milano - 1990: Scavolini Pesaro - 1991: Phonola Caserta - 1992: Benetton Treviso - 1993: Knorr Bologna - 1994: Buckler Beer Bologna - 1995: Buckler Beer Bologna - 1996: Stefanel Milano - 1997: Benetton Treviso - 1998: Kinder Bologna - 1999: Roosters Varese - 2000: PAF Bologna - 2001: Kinder Bologna - 2002: Benetton Treviso - 2003: Benetton Treviso - 2004: Montepaschi Siena - 2005: Climamio Bologna - 2006: Benetton Treviso - 2007: Montepaschi Siena - 2008: Montepaschi Siena - 2009: Montepaschi Siena | - 2010: Montepaschi Siena - 2011: Montepaschi Siena - 2012: Montepaschi Siena1 - 2013: Montepaschi Siena1 - 2014: EA7 Emporio Armani Milano - 2015: Banco di Sardegna Sassari - 2016: EA7 Emporio Armani - 2017: Umana Reyer Venezia - 2018: EA7 Emporio Armani Milano - 2019: Umana Reyer Venezia - 2020: nicht ausgespielt2 - 2021: Virtus Segafredo Bologna - 2022: EA7 Emporio Armani Milano - 2023: EA7 Emporio Armani Milano - 2024: EA7 Emporio Armani Milano - 2025: Virtus Segafredo Bologna |

1 Titel wurden 2016 wegen Betrugsdelikten aberkannt.
2 Wegen der COVID-19-Pandemie in Italien wurde die Saison vorzeitig abgebrochen

## Basketball-Meister der Frauen
| - 1930: Ginnastica Triestina - 1931: Ginnastica Triestina - 1932: Gioiosa Milano - 1933: Canottieri Milano - 1934: Canottieri Milano - 1935: Canottieri Milano - 1936: Ambrosiana Milano - 1937: Ambrosiana Milano - 1938: Ambrosiana Milano - 1939: Ambrosiana Milano - 1940: Ilva Trieste - 1941: GUF Napoli - 1942: GUF Milano - 1943: Canottieri Milano - 1946: Reyer Venezia - 1947: Bernocchi Legnano - 1948: Bernocchi Legnano - 1949: Indomita Roma - 1950: Ginnastica Comense - 1951: Ginnastica Comense - 1952: Ginnastica Comense - 1953: Ginnastica Comense - 1954: Bernocchi Legnano - 1955: Bernocchi Legnano - 1956: Ginnastica Triestina - 1957: Ginnastica Triestina - 1958: Stock Trieste - 1959: A.P. Udinese | - 1960: A.P. Udinese - 1961: A.P. Udinese - 1962: FIAT Torino - 1963: FIAT Torino - 1964: FIAT Torino - 1965: Portorico Vicenza - 1966: Portorico Vicenza - 1967: Recoaro Vicenza - 1968: Recoaro Vicenza - 1969: Recoaro Vicenza - 1970: Geas Sesto S. G. - 1971: Geas Sesto S. G. - 1972: Geas Sesto S. G. - 1973: Standa Milano - 1974: Geas Sesto S. G. - 1975: Geas Sesto S. G. - 1976: Geas Sesto S. G. - 1977: Geas Sesto S. G. - 1978: Geas Sesto S. G. - 1979: Teksid Torino - 1980: FIAT Torino - 1981: Pagnossin Treviso - 1982: Zolu Vicenza - 1983: Zolu Vicenza - 1984: Zolu Vicenza - 1985: Fiorella Vicenza - 1986: Primigi Vicenza - 1987: Primigi Vicenza | - 1988: Primigi Vicenza - 1989: Enichem Priolo - 1990: Unicar Cesena - 1991: Pool Comense Côme - 1992: Pool Comense Côme - 1993: Pool Comense Côme - 1994: Pool Comense Côme - 1995: Pool Comense Côme - 1996: Pool Comense Côme - 1997: Pool Comense Côme - 1998: Pool Comense Côme - 1999: Pool Comense Côme - 2000: Isab Energy Priolo - 2001: Cerve Parma - 2002: Pool Comense Côme - 2003: Taranto Cras Basket - 2004: Pool Comense Côme - 2005: Famila Schio - 2006: Famila Schio - 2007: Phard Napoli - 2008: Famila Schio - 2009: Taranto Cras Basket - 2010: Taranto Cras Basket - 2011: Famila Schio - 2012: Taranto Cras Basket - 2013: Famila Schio - 2014: Famila Schio - 2015: Famila Schio | - 2016: Famila Schio - 2017: Gesam Gas Lucca - 2018: Famila Schio - 2019: Famila Schio - 2020: nicht ausgespielt - 2021: Reyer Venezia - 2022: Famila Wüber Schio - 2023: Famila Wüber Schio - 2024: Umana Reyer Venezia |